# Stenochironomus micronyx
Stenochironomus micronyx är en tvåvingeart som beskrevs av Maurice Emile Marie Goetghebuer 1936. Stenochironomus micronyx ingår i släktet Stenochironomus och familjen fjädermyggor. Inga underarter finns listade i Catalogue of Life.